# 奧莉維亞·史密斯
奧莉維亞·史密斯（英語：Olivia Smith；2004年8月5日—）是一名加拿大足球員，在場上司職中場。

## 生平

### 俱樂部生涯
2023年7月，史密斯離開大學聯賽，和葡萄牙老牌球隊葡萄牙体育俱乐部簽下三年長約。她不久在葡超的初登場就為葡萄牙体育俱乐部貢獻一個進球和一次助攻。
2024年7月，史密斯轉投英超強隊利物浦，轉會費高達21萬英鎊。
2025年7月，史密斯以破紀錄的一百萬英鎊轉會費加盟阿森納，並簽下四年長約。

### 國家隊生涯
史密斯在12歲時第一次參加加拿大足協的青訓營。2018年，她在中北美洲及加勒比海女子U-15足球錦標賽期間第一次為加拿大披掛上陣。
2019年10月，史密斯第一次入選加拿大女足大名單。2019年11月，史密斯在永川女足四國賽中加拿大對巴西的比賽的第86分鐘替換喬丁·海特瑪上場，並以15歲又94天的年齡成為加拿大女足歷史上最年輕的上陣球員。